# 제80회 골든 글로브상
제80회 골든 글로브상은 2022년 상영된 영화 중 가장 뛰어난 영화를 수상하기 위해 2023년 1월에 열린 시상식이다.

## 수상

### 작품상-드라마
- 더 파벨먼스 - 스티븐 스필버그 수상
- 아바타: 물의 길 - 제임스 카메론
- 엘비스 - 바즈 루어만
- TAR 타르 - 토드 필드
- 탑건: 매버릭 - 조셉 코신스키

### 여우주연상-드라마
- TAR 타르 - 케이트 블란쳇 수상
- 엠파이어 오브 라이트 - 올리비아 콜맨
- 더 우먼 킹 - 비올라 데이비스
- 블론드 - 아나 데 아르마스
- 더 파벨먼스 - 미셸 윌리엄스

### 남우주연상-드라마
- 엘비스 - 오스틴 버틀러 수상
- 더 웨일 - 브렌든 프레이저
- 더 선 - 휴 잭맨
- 리빙 - 빌 나이
- 디 인스펙션 - 제레미 포프

### 작품상-뮤지컬코미디
- 이니셰린의 밴시 - 마틴 맥도나 수상
- 바빌론 - 데이미언 셔젤
- 에브리씽 에브리웨어 올 앳 원스 - 다니엘 콴 외 1명
- 나이브스 아웃: 글래스 어니언 - 라이언 존슨
- 슬픔의 삼각형 - 루벤 외스틀룬드

### 여우주연상-뮤지컬코미디
- 에브리씽 에브리웨어 올 앳 원스 - 양자경 수상
- 미시즈 해리스 파리에 가다 - 레슬리 맨빌
- 바빌론 - 마고 로비
- 더 메뉴 - 안야 테일러 조이
- 굿 럭 투 유, 리오 그랜드 - 엠마 톰슨

### 남우주연상-뮤지컬코미디
- 이니셰린의 밴시 - 콜린 파렐 수상
- 바빌론 - 디에고 칼바
- 나이브스 아웃: 글래스 어니언 - 다니엘 크레이그
- 화이트 노이즈 - 아담 드라이버
- 더 메뉴 - 랄프 파인즈

### 여우조연상
- 블랙 팬서: 와칸다 포에버 - 안젤라 바셋 수상
- 이니셰린의 밴시 - 케리 콘돈
- 에브리씽 에브리웨어 올 앳 원스 - 제이미 리 커티스
- 슬픔의 삼각형 - 돌리 드 레옹
- 그녀가 말했다 - 캐리 멀리건

### 남우조연상
- 에브리씽 에브리웨어 올 앳 원스 - 키 호이 콴 수상
- 이니셰린의 밴시 - 브렌단 글리슨
- 이니셰린의 밴시 - 배리 케오간
- 바빌론 - 브래드 피트
- 그 남자, 좋은 간호사 - 에디 레드메인

### 장편애니메이션상
- 피노키오 - 기예르모 델 토로 수상
- 견왕: 이누오 - 유아사 마사아키
- 마르셀 더 쉘 위드 슈즈 온 - 딘 플레이셔-캠프
- 장화신은 고양이: 끝내주는 모험 - 조엘 크로포드
- 메이의 새빨간 비밀 - 도미 시

### 외국어 영화상
- 아르헨티나, 1985 - 산티아고 미트레 수상
- 서부 전선 이상 없다 - 에드워드 버거
- 클로즈 - 루카스 돈트
- 헤어질 결심 - 박찬욱
- RRR: 라이즈 로어 리볼트 - SS 라자몰리

### 감독상
- 더 파벨먼스 - 스티븐 스필버그 수상
- 아바타: 물의 길 - 제임스 카메론
- 에브리씽 에브리웨어 올 앳 원스 - 다니엘 콴 외 1명
- 엘비스 - 바즈 루어만
- 이니셰린의 밴시 - 마틴 맥도나

### 각본상
- 이니셰린의 밴시 - 마틴 맥도나 수상
- TAR 타르 - 토드 필드
- 에브리씽 에브리웨어 올 앳 원스 - 다니엘 콴 외 1명
- 우먼 토킹 - 사라 폴리
- 더 파벨먼스 - 스티븐 스필버그 외 1명

### 음악상
- 바빌론 - 저스틴 허위츠 수상
- 이니셰린의 밴시 - 카터 버웰
- 피노키오 - 알렉상드르 데스플라
- 우먼 토킹 - 힐더 구드나도티르
- 더 파벨먼스 - 존 윌리엄스

### 주제가상
- RRR: 라이즈 로어 리볼트 - Naatu Naatu 수상
- 피노키오 - Ciao Papa
- 가재가 노래하는 곳 - Carolina
- 탑건: 매버릭 - Hold My Hand
- 블랙 팬서: 와칸다 포에버 - Lift Me Up

### 작품상-TV 드라마
- House of the Dragon 수상
- Better Call Saul
- The Crown
- Ozark
- Severance

### 여우주연상-TV 드라마
- Euphoria - 젠데이아 콜먼 수상
- House of the Dragon - Emma D'Arcy
- Ozark - 로라 리니
- The Crown - 이멜다 스턴톤
- Alaska Daily - 힐러리 스웽크

### 남우주연상-TV 드라마
- Yellowstone - 케빈 코스트너 수상
- The Old Man - 제프 브리지스
- Andor - 디에고 루나
- Better Call Saul - 밥 오덴커크
- Severance - 아담 스콧

### 작품상-TV 뮤지컬,코미디
- Abbott Elementary 수상
- The Bear
- Hacks
- Only Murders in the Building
- Wednesday

### 여우주연상-TV 뮤지컬,코미디
- Abbott Elementary - Quinta Brunson 수상
- The Flight Attendant - 칼리 쿠오코
- Only Murders in the Building - 셀레나 고메즈
- Wednesday - 제나 오르테가
- Hacks - 진 스마트

### 남우주연상-TV 뮤지컬,코미디
- The Bear - 제레미 앨런 화이트 수상
- Atlanta - 도날드 글로버
- Barry - 빌 헤이더
- Only Murders in the Building - 스티브 마틴
- Only Murders in the Building - 마틴 숏

### 작품상-TV 미니시리즈,영화
- The White Lotus 수상
- Black Bird
- Dahmer - Monster: The Jeffrey Dahmer Story
- The Dropout
- Pam & Tommy

### 여우주연상-TV 미니시리즈,영화
- The Dropout - 아만다 사이프리드 수상
- George & Tammy - 제시카 차스테인
- Inventing Anna - 줄리아 가너
- Pam & Tommy - 릴리 제임스
- Gaslit - 줄리아 로버츠

### 남우주연상-TV 미니시리즈,영화
- Dahmer - Monster: The Jeffrey Dahmer Story - 에반 피터스 수상
- Black Bird - 태런 에저튼
- The Staircase - 콜린 퍼스
- Under the Banner of Heaven - 앤드류 가필드
- Pam & Tommy - 세바스찬 스탠

### 여우조연상-TV 미니시리즈,영화
- The White Lotus - 제니퍼 쿨리지 수상
- Fleishman Is in Trouble - 클레어 데인즈
- Under the Banner of Heaven - Daisy Edgar-Jones
- Dahmer - Monster: The Jeffrey Dahmer Story - 니시 내쉬
- The White Lotus - 오브리 플라자

### 남우조연상-TV 미니시리즈,영화
- Black Bird - 폴 월터 하우저 수상
- The White Lotus - F. 머레이 아브라함
- The Patient - 도널 글리슨
- Dahmer - Monster: The Jeffrey Dahmer Story - 리차드 젠킨스
- Pam & Tommy - 세스 로건

### 여우조연상-TV
- Ozark - 줄리아 가너 수상
- The Crown - 엘리자베스 데비키
- Hacks - Hannah Einbinder
- Abbott Elementary - Janelle James
- Abbott Elementary - 쉐릴 리 랠프

### 남우조연상-TV
- Abbott Elementary - 타일러 제임스 윌리엄스 수상
- The Old Man - 존 리스고
- The Crown - 조나단 프라이스
- Severance - 존 터투로
- Barry - 헨리 윙클러

### 세실 B. 데밀 상
- 에디 머피 수상

### 캐롤 버넷상
- 라이언 머피 수상

## 같이 보기
- 제50회 애니상
- 제95회 아카데미상
- 제43회 골든 래즈베리상
- 제29회 미국 배우 조합상
- 제76회 영국 아카데미 영화상